# Leland Ossian Howard
Leland Ossian Howard (ur. 11 czerwca 1857 w Rockford (Illinois), zm. 1 maja 1950) – amerykański entomolog i parazytolog.

## Życiorys
W 1877 ukończył studia przyrodnicze w Cornell University, a następnie został zatrudniony w Departamencie Rolnictwa stanu Illinois, gdzie powierzono mu stanowisko dyrektora działu entomologicznego. Od 1894 był również redaktorem czasopisma „Insect Life”, pracował także jako wykładowca na wielu uczelniach i college’ach. Należał do zespołów redagujących leksykony dotyczące entomologii, był współorganizatorem Międzynarodowego Kongresu Zoologów. Pełnił funkcję sekretarza American Association for the Advancement of Science oraz honorowego kustosza Smithsonian Institution, a także głównego konsultanta entomologicznego w United States Public Health Service (Publicznej Służbie Ochrony Zdrowia).

## Odznaczenia
- Kawaler i Oficer Orderu Legii Honorowej
- Oficer Orderu Zasługi Rolniczej
- Złoty Medal Zasługi Rolniczej (Włochy)

## Publikacje (wybrane)
- Mosquitoes (1901),
- The Insect Book (1901),
- The House Fly-Disease Carrier (1911),
- Mosquitoes of North and Central America and the West Indies (współautorzy: Harrison Gray Dyar, Frederick Knab) (1917),
- Fighting the insects: the story of an entomologist (1933).